# Europäische Parlamentarier-Union
Die Europäische Parlamentarier-Union (l’Union parlementaire européenne) war von 1947 bis 1952 ein Zusammenschluss von Parlamentariern verschiedener westeuropäischer Staaten mit dem Ziel der Einigung Europas. 1952 schloss sie sich mit der Europäischen Bewegung zusammen.
Die Initiative zur Gründung der Europäische Parlamentarier-Union (EPU) ging von Graf Coudenhove-Kalergi aus, der Anfang der 1920er Jahre die Paneuropa-Union gegründet hatte und maßgeblich an der Paneuropa-Bewegung der Zwischenkriegszeit beteiligt war. Im US-amerikanischen Exil während des Zweiten Weltkriegs hatte von Coudenhove die Idee einer „Europäischen Verfassungsgebenden Versammlung“ für die Zeit nach dem Krieg entwickelt. Als er 1946 nach Europa zurückkehrte, wollte er nach den zwei Weltkriegen einen paneuropäischen Neubeginn vorantreiben. Er beriet den britischen Premierminister Winston Churchill und hatte dessen bekannte Zürcher Rede geschrieben. Seine Versuche, mit Churchill und dessen Schwiegersohn Duncan Sandys eine gemeinsame Organisation zu schaffen, scheiterten jedoch zunächst. Von Coudenhove berief daraufhin 1947 im schweizerischen Gstaad den Gründungskongress der Europäischen Parlamentarier-Union ein und wurde ihr Generalsekretär. Ziel der teilnehmenden Parlamentarier aus vielen europäischen Ländern war, aus Delegierten der nationalen europäischen Parlamente eine Europa-Versammlung zu bilden. 1952 schloss sich die EPU mit der 1948 gegründeten Europäischen Bewegung zusammen und  bildete mit dessen Parlamentarischer Gruppe den Parlamentarischen Rat der Europäischen Bewegung. Graf von Coudenhove-Kalergi wurde zum Ehrenpräsidenten der Europäischen Bewegung ernannt.
Die EPU erreichte, dass der 1949 gegründete Europa-Rat (Council of Europe) außer dem Ministerrat ein zweites Organ als beratende parlamentarische Versammlung bekam und im Statut des Europarates als „Parlamentarische Versammlung des Europarates“ verankert wurde. Damit begann die Geschichte des europäischen Parlamentarismus. In der Parlamentarischen Versammlung arbeiteten die Vertreter der nationalen Parlamente aus Europa zusammen. Neben Politikern wie Konrad Adenauer, Winston Churchill, Alcide de Gasperi, Robert Schuman und Paul-Henri Spaak beteiligte sich auch von Coudenhove an der Arbeit der Parlamentarischen Versammlung, obwohl er selbst kein nationales Parlamentsmandat hatte.